# Badin (North Carolina)
Badin is een plaats (town) in de Amerikaanse staat North Carolina, en valt bestuurlijk gezien onder Stanly County.

## Demografie
Bij de volkstelling in 2000 werd het aantal inwoners vastgesteld op 1154.
In 2006 is het aantal inwoners door het United States Census Bureau geschat op 1338, een stijging van 184 (15,9%).

## Geografie
Volgens het United States Census Bureau beslaat de plaats een oppervlakte van
4,2 km², geheel bestaande uit land. Badin ligt op ongeveer 158 m boven zeeniveau.

## Plaatsen in de nabije omgeving
De onderstaande figuur toont nabijgelegen plaatsen in een straal van 24 km rond Badin.

## Geboren in Badin (North Carolina)
- Lou Donaldson (1926-2024), jazzsaxofonist